# بيلغورود (غواصة)

الغواصة الروسية بيلغورود

كا-329 بيلغورود (بالروسية:  БС-329 Белгород) هو تصميم معدل للغواصة النووية الروسية من فئة الجيل الثاني لغواصات أوسكار (حسب تصنيف الناتو). صُممّت في الأصل في يوليو 1992 كغواصة صواريخ كروز 949A، وأُعيد تصميم وتشكيل الهيكل لاحقاً والذي بٌني جزئياً كسفينة عمليات خاصة قادرة على تشغيل المركبات غير المأهولة تحت الماء.
بسبب نقص التمويل فقد توقف الغواصة عن العمل عام 2012 وعُلق تطويرها قبل أن يستأنف التطوير مرّة أُخرى لتصبح غواصة فريدة من نوعها وتكون أول غواصة روسية من الجيل الخامس حسب وزارة الدفاع الروسية. إلى جانب ستاتس 6 بوسيدون فقد كانت الغواصة أحد الأسلحة التي أعلن عنها الرئيس الروسي فلاديمير بوتين خلال خطابة السنوي في الأول من مارس عام 2018. اختُبرت الغواصة في البحر في النصف الأول من العام 2022، وسُلمت للبحرية الروسية في 8 يوليو 2022.
يقال إن بيلغورود ستكون أول غواصة تستخدم نظام ستاتس 6 بوسيدون متعدد الأغراض.

## صفات

### التصميم

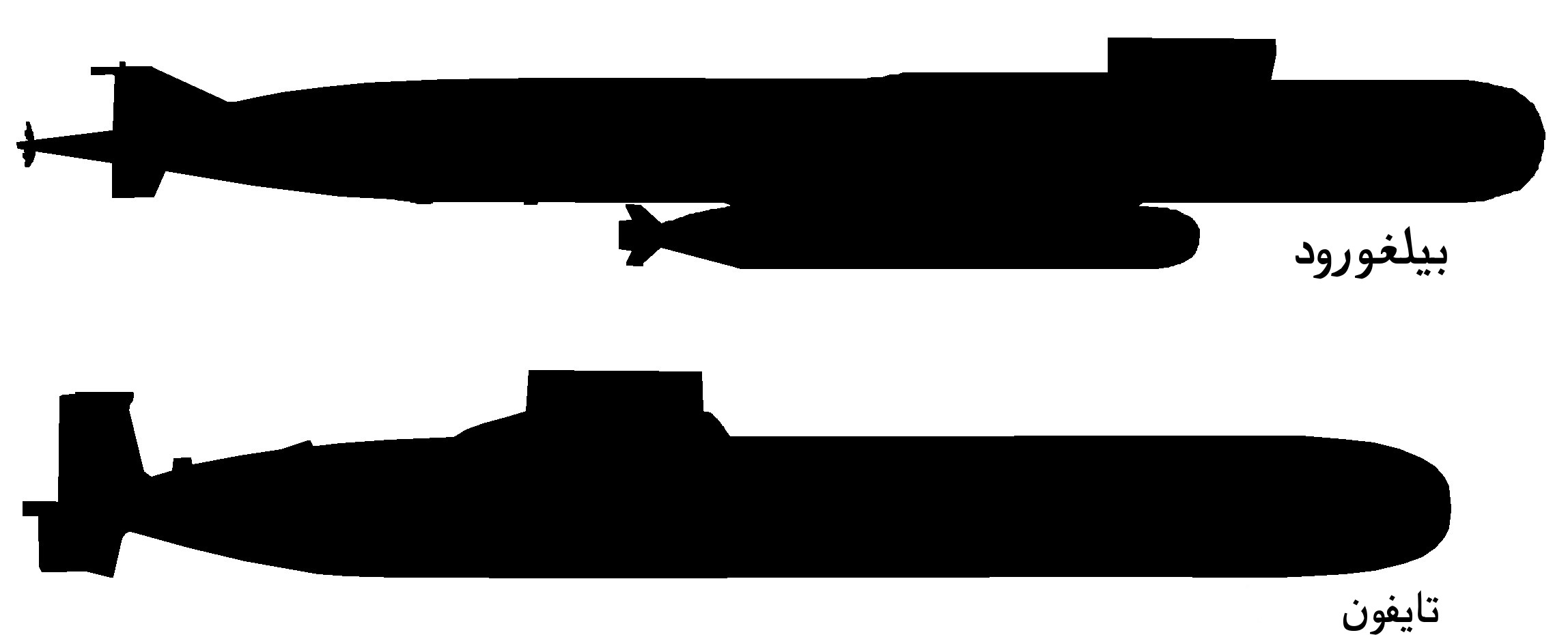
مقارنة بين الغواصة الروسية بيلغورود وتايفون

في عملية البناء أُطيل الهيكل الأصلي البالغ طوله 154 متراً إلى 184 متراً (وهو ما يقرب من 11 متراً أكثر من مشروع 941 SSBNs التي كانت أكبر غواصات في العالم على الإطلاق) بعرض 18.2 مترًا. في يونيو 2019 أظهرت صور الأقمار الاصطناعية حوض بناء السفن في سيفماش، والتي تُظهر كا-329 «بيلغورود» جنباً إلى جنب مع كا-549 «الأمير فلاديمير» لمشروع بوري، مع رؤية بيلغورود أطول وأوسع.